# Episodi di The Silent Service (prima stagione)
La prima stagione della serie televisiva The Silent Service è stata trasmessa in anteprima negli Stati Uniti d'America in syndication tra il 5 aprile 1957 e il 27 dicembre 1957.
| nº | Titolo originale                      | Titolo italiano | Prima TV USA      | Prima TV Italia |
| -- | ------------------------------------- | --------------- | ----------------- | --------------- |
| 1  | The Jack at Tokyo                     |                 | 5 aprile 1957     |                 |
| 2  | The Trout at the Rainbow's End        |                 | 12 aprile 1957    |                 |
| 3  | The End of the Line                   |                 | 17 aprile 1957    |                 |
| 4  | The U.S.S. Sculpin Story              |                 | 26 aprile 1957    |                 |
| 5  | The U.S.S. Spearfish Delivers         |                 | 3 maggio 1957     |                 |
| 6  | The U.S.S. Bergall's Dilemma          |                 | 22 aprile 1957    |                 |
| 7  | The U.S.S. Batfish Scores             |                 | 15 aprile 1957    |                 |
| 8  | The U.S.S. Tigrone Sets a Record      |                 | 6 maggio 1957     |                 |
| 9  | The Five-Ring Circus                  |                 | 27 giugno 1957    |                 |
| 10 | The U.S.S. Pampanito Story            |                 | 13 maggio 1957    |                 |
| 11 | The U.S.S. Tirante Plays a Hunch      |                 | 14 giugno 1957    |                 |
| 12 | The U.S.S. Tang vs. Truk              |                 | 21 giugno 1957    |                 |
| 13 | The Wahoo Story                       |                 | 28 giugno 1957    |                 |
| 14 | The Two Davids and Goliath            |                 | 5 luglio 1957     |                 |
| 15 | The Ordeal of S-38                    |                 | 12 luglio 1957    |                 |
| 16 | The U.S.S. Seahorse Story             |                 | 19 luglio 1957    |                 |
| 17 | The Salmon Swims Upstream             |                 | 17 giugno 1957    |                 |
| 18 | Cargo for Crevalle                    |                 | 2 agosto 1957     |                 |
| 19 | Boomerang                             |                 | 29 maggio 1957    |                 |
| 20 | The Squailfish                        |                 | 15 agosto 1957    |                 |
| 21 | The Grouper Story                     |                 | 22 agosto 1957    |                 |
| 22 | The Eyes of the Seawolf               |                 | 29 agosto 1957    |                 |
| 23 | The Sea Dragon Story                  |                 | 6 settembre 1957  |                 |
| 24 | The Narwhal's Passenger from Mindanao |                 | 13 settembre 1957 |                 |
| 25 | The Perch's New Role                  |                 | 20 settembre 1957 |                 |
| 26 | The Final War Patrol                  |                 | 27 settembre 1957 |                 |
| 27 | The Last Dive                         |                 | 4 ottobre 1957    |                 |
| 28 | The Gar Story                         |                 | 11 ottobre 1957   |                 |
| 29 | The Story of the U.S.S. Flier         |                 | 18 ottobre 1957   |                 |
| 30 | The Starfish Came Home                |                 | 25 ottobre 1957   |                 |
| 31 | The Sealion Story                     |                 | 1º ottobre 1957   |                 |
| 32 | The Nautilus Story                    |                 | 8 novembre 1957   |                 |
| 33 | Hit 'Em Again, Harder                 |                 | 15 novembre 1957  |                 |
| 34 | The Seashark Story                    |                 | 22 novembre 1957  |                 |
| 35 | The Tshushima Straits Story           |                 | 29 novembre 1957  |                 |
| 36 | The Searaven                          |                 | 6 dicembre 1957   |                 |
| 37 | The Tang's Last Shot                  |                 | 13 dicembre 1957  |                 |
| 38 | The Loss of the Perch                 |                 | 20 dicembre 1957  |                 |
| 39 | The Guardfish                         |                 | 27 dicembre 1957  |                 |